# You Should Be Dancing
You Should Be Dancing is een nummer van de Britse muziekgroep Bee Gees. Het nummer werd uitgebracht op juni 1976 als de eerste single van het album Children of the World. Het bereikte de eerste positie op de hitlijsten in Canada en de Verenigde Staten.

## Achtergrond
Voor Bee Gees was dit nummer het eerste disconummer. Het jaar na het uitbrengen was het te horen in de film Saturday Night Fever en verscheen het ook op de soundtrack van de film. Zanger Barry Gibb werd op You Should Be Dancing voor het eerst bekend met zijn later iconische kopstem.
Stephen Stills van Crosby, Stills & Nash was ten tijde van het opnemen van het album zelf met zijn band en Neil Young bezig met het album Long May You Run in dezelfde Criteria Studios. Hierdoor kon hij extra percussie toevoegen aan het nummer van Bee Gees.

## Bezetting
- Barry Gibb: zang, gitaar
- Robin Gibb: zang
- Maurice Gibb: zang, basgitaar
- Alan Kendall: gitaar
- Dennis Bryon: drums
- Blue Weaver: keyboard
- Joe Lala: percussie
- George Perry: percussie
- Stephen Stills: percussie

## Hitnoteringen

### Nederlandse Top 40
| Hitnotering: 14-08-1976 t/m 18-09-1976 | Hitnotering: 14-08-1976 t/m 18-09-1976 | Hitnotering: 14-08-1976 t/m 18-09-1976 | Hitnotering: 14-08-1976 t/m 18-09-1976 | Hitnotering: 14-08-1976 t/m 18-09-1976 | Hitnotering: 14-08-1976 t/m 18-09-1976 | Hitnotering: 14-08-1976 t/m 18-09-1976 | Hitnotering: 14-08-1976 t/m 18-09-1976 |
| Week:                                  | 1                                      | 2                                      | 3                                      | 4                                      | 5                                      | 6                                      |                                        |
| -------------------------------------- | -------------------------------------- | -------------------------------------- | -------------------------------------- | -------------------------------------- | -------------------------------------- | -------------------------------------- | -------------------------------------- |
| Positie:                               | 32                                     | 22                                     | 17                                     | 17                                     | 27                                     | 35                                     | uit                                    |

### NPO Radio 2 Top 2000
| Nummer met noteringen in de NPO Radio 2 Top 2000 | '99 | '00 | '01 | '02  | '03  | '04  | '05  | '06  | '07  | '08  | '09 | '10  | '11-'12 | '13  | '14-'21 | '22  | '23  | '24  |
| ------------------------------------------------ | --- | --- | --- | ---- | ---- | ---- | ---- | ---- | ---- | ---- | --- | ---- | ------- | ---- | ------- | ---- | ---- | ---- |
| You Should Be Dancing                            | 994 | -   | 642 | 1187 | 1515 | 1647 | 1990 | 1848 | 1780 | 1676 | -   | 1979 | -       | 1866 | -       | 1895 | 1810 | 1294 |

1. ↑  Een '-' betekent dat het nummer niet was genoteerd en een vetgedrukt getal geeft de hoogste notering aan.